# 沙姆羅克山
沙姆羅克山（英語：Shamrock Hill），是南極洲的山峰，位於南桑威奇群島的維索科伊島東部，處於歐文角的西北面，位于英属南极领地内。